# A Wrinkle in Time (2003)
A Wrinkle in Time is Canadese fantasy-avonturenfilm uit 2003, geregisseerd door John Kent Harrison. De film is gebaseerd op de gelijknamige roman (Nederlandse titel: Een rimpel in de tijd) uit 1962 van Madeleine L'Engle.

## Verhaal
De astrofysicus dr. Jack Murry verdwijnt plotseling spoorloos. Zijn kinderen Meg en Charles Wallace gaan op zoek naar hem. Ze ontdekken dat hun vader werd geteleporteerd naar de planeet Camazotz als gevolg van geheime experimenten. De kinderen gaan er ook heen met hun vriend Calvin om de vader terug te brengen. Ze worden geleid door mevrouw Which, mevrouw. Who en mevrouw Whatsit. Meg en Charles vechten op Camazotz tegen de organisatie Central Central Intelligence.
Dankzij Charles' instinct vinden ze de wetenschapper in een gevangeniskamp. De daaropvolgende ontsnapping wordt gedwarsboomd door de man met de rode ogen, hij vangt Charles Wallace. Dr. Murry, Meg en Calvin weten de planeet te verlaten. Geërgerd dat ze hun broer achter zich moesten laten, keert Meg alleen terug naar Camazotz. Ze slaagt erin om Charles en mogelijk de hele planeet te bevrijden.

## Rolverdeling
| Acteur             | Personage             |
| ------------------ | --------------------- |
| Katie Stuart       | Meg Murry             |
| Gregory Smith      | Calvin O'Keefe        |
| David Dorfman      | Charles Wallace Murry |
| Chris Potter       | Dr. Jack Murry        |
| Kyle Secor         | De man met rode ogen  |
| Seán Cullen        | Happy Medium          |
| Sarah-Jane Redmond | Dr. Dana Murry        |
| Kate Nelligan      | Mrs. Which            |
| Alison Elliott     | Mrs. Who              |
| Alfre Woodard      | Mrs. Whatsit          |
| Munro Chambers     | Sandy Murry           |
| Thomas Chambers    | Dennys Murry          |

## Release
A Wrinkle in Time ging in première op 25 april 2003 op het Toronto Sprockets International Film Festival for Children  (TIFF Kids International Film Festival), waar het de prijs won van beste film. De film werd in 2004 uitgezonden als tweedelige miniserie met muziek van Patric Caird en Shawn Pierce op de Amerikaanse zender ABC.

## Prijzen en nominaties
| Jaar | Prijs                                                      | Categorie                                                             | Genomineerde(n)                                                                         | Uitslag     |
| ---- | ---------------------------------------------------------- | --------------------------------------------------------------------- | --------------------------------------------------------------------------------------- | ----------- |
| 2003 | Toronto Sprockets International Film Festival for Children | Beste film                                                            | John Kent Harrison                                                                      | Gewonnen    |
| 2004 | Casting Society of America                                 | Beste casting voor miniserie                                          | Meg Liberman, Cami Patton, Irene Cagen, Coreen Mayrs, Heike Brandstatter & Diane Kerbel | Genomineerd |
| 2004 | Leo Award                                                  | Feature Length Drama: Best Musical Score                              | Patric Caird & Shawn Pierce                                                             | Genomineerd |
| 2005 | Academy of Science Fiction, Fantasy & Horror Films         | Beste dvd-televisieprogrammering                                      | Beste dvd-televisieprogrammering                                                        | Genomineerd |
| 2005 | Writers Guild of America Award                             | Script voor kinderen                                                  | Susan Shilliday                                                                         | Genomineerd |
| 2005 | Young Artist Award                                         | Beste jonge acteur in een televisiefilm, miniserie of speciale editie | David Dorfman                                                                           | Genomineerd |